# Армија Крајова
Армија Крајова (пољ. Armia Krajowa) односно Домовинска армија или скраћено АК, представљала је највећи пољски покрет отпора у Другом светском рату. Формирана је у фебруару 1942. године из „Савеза за оружану борбу“ (пољ. Zwiazek Walki Zbrojnej). Током следеће две године придружују јој се и остали пољски покрети отпора. Армија Крајова била је потчињена Пољској влади у егзилу, и посматрана од исте као војска „Пољске подземне државе“. Број њених припадника 1944. био је, према разним проценама, 200.000 - 600.000 људи, што показује да се налазила међу три највећа покрета отпора у Европи током Другог светског рата. Расформирана је 20. јануара 1945. пред надирањем Црвене армије, која је, како се показало, Домовинску армију сматрала својим непријатељем.
Током већег дела рата Домовинска армије је саботирала немачке активности на Источном фронту, уништавајући транспорте људства и ратног материјала. Озбиљнији оружани отпор Немачкој, у виду општенародног устанка, одложен је до тренутка када се нека савезничка војска приближи пољским границама (план устанка носио је шифровано име „Операција Темпест“). Најпознатији подухват Домовинске армије је неуспели Варшавски устанак - део Операције „Темпест“. Операција „Темпест“ није успела због погрешне претпоставке да ће Црвена армија подржати пољске снаге. Улазак Црвене армије у Пољску означио је крај постојања Армије Крајове. Неке јединице Домовинске армије остале су по шумама настављајући да се боре, овог пута против комунистичког режима који је инсталиран у Пољској након Другог светског рата, и ти борци су у народу постали познати као „уклети војници“.

## Историја и операције

### Други светски рат

#### Конституисање покрета отпора
Порекло Домовинске армије као покрета отпора у „Служби за пољску победу“, коју је 27. септембра 1939. основао генерал Михаил Карашевич - Токаржевски. Седам недеља касније, 17. новембра 1939. године, по наређењу генерала Владислава Сикорског, ова организација бива преименована у „Савез за оружану борбу“, из кога, 14. фебруара 1942, настаје Армија Крајова.

#### Конституисање цивилног крила Домовинске армије
Према директивама пољске Владе у егзилу, АК је аполитични, свенародни покрет отпора, тако да није смела заступати ни једну политичку организацију. Међутим, наметала се потреба за формирањем цивилног крила организације. Планове АК, по питању цивилно политичког крила покрета отпора, представила је пољској Влади у Лондону њена Канцеларија у отаџбини (пољ. "Delegatura"), која је била званично, али привремено, политичко крило АК до 1940. Те године све политичке партије у земљи постижу договор о формирању велике коалиције која ће заменити Владину Канцеларију у Отаџбини. Према том договору формирано је 1943. „Отаџбинско политичко представништво“ (пољ. "Krajowa Reprezentacja Polityczna"), које је 1944. преименовано у „Веће националног јединства“ (пољ. "Rada Jednosci Politycznej").

#### Обавештајни рад
Обавештајни рад АК заслужује посебну пажњу, с обзиром на чињеницу да су 43% свих информација које је британски Интелиџенс сервис добио из Европе послали обавештајци Домовинске армије.
АК је доставила Савезницима информације од изузетног значаја, као што су извештаји о летећим бомбама V-1 и концентрационом логору Аушвиц (које су добијене захваљујући Витолду Пилецком, који је добровољно отишао у логор како би известио о стварном стању и дешавањима у конц - логору). Такође, ту су биле и информације о немачким снагама које су транспортоване ка Источном фронту.
Домовинска армија је веома успешно користила своје обавештајце и на унутрашњем плану, и то за вршење атентата (који су представљали одмазду за нацистички терор), и за набавку оружја. Међу значајним нацистичким руководиоцима који су ликвидирани од стране обавештајаца Домовинске армије налазе се и Иго Сим и Франц Кутшера.
Значајан је и психолошки рат против Немаца, који је кулминирао током „Операције Н“, када је Домовинска армија симулирала постојање опозиције Хитлеру у самој Немачкој, издавајући пропагандни материјал у име те „опозиције“.

#### Борбене операције
Најзначајније борбене операције Домовинске армије су:
- Операција „Вјењец“ (пољ. "Wieniec") - саботаже немачког железничког саобраћаја 1942. године
- Замошћки устанак 1942 - 1943. године, када је АК саботирала немачки покушај укључења Пољака у Генералплан Ост.
- борбе против украјинских герилаца током Волинског масакра, у циљу заштите пољског становништва у Волину, југозападна Пољска, 1943 - 1944. године
- Операција „Ташма“ (пољ."Tasma") - серија напада на немачке посаде између „Генералног гувернаторства“ и територија анектираних од стране Немачке
- Операција „Јула“ (пољ. "Jula") - саботаже немачког железничког саобраћаја 1944. године
- Операција „Темпест“ (пољ. "Tempest") - серија општенародних устанака широм Пољске са циљем да се ослободи што већа територија пре доласка Црвене армије, и самим тим Стаљин и Западни Савезници ставе пред „свршен чин“. Најпознатија и највећа битка Операције „Темпест“ је Варшавски устанак - покушај ослобођења Варшаве, пољске престонице. Почео је 1. августа 1944. године; пољске трупе преузеле су контролу над великим делом града и пружале отпор немачким снагама до 2. октобра 1944. године (63 дана, када су оклевање Црвене армије да пређе Вислу, стално пристизање немачких појачања и стравична разарања града коначно угушили устанак.[2] Остали значајнији устанци у оквиру Операције „Темпест“ избили су Вилни (данашњи Вилњус) и Лавову, док се од устанака у Кракову одустало. Током овог периода АК је ослободила бројна насеља од Немаца, чак се у Лублину конституисала цивилна власт по мирнодопском моделу и спремао се терен за повратак Владе из Лондона у земљу, али због пребрзог напредовања Црвене армије до тога није дошло.

### Послератни период
Домовинска армија је званично расформирана 20. јануара 1945. године, како би се избегао сукоб са Совјетима и грађански рат. Међутим, велики део бораца Домовинске армије на ово расформирање гледа као на тактички потез, тако да борбу и даље настављају, и то против просовјетског режима у Пољској и Црвене армије. Другачије нису ни могли да поступе, с обзиром на изјаву високог функционера пољске комунистичке власти, Владислава Гомулке: „Војници Домовинске армије су непријатељски елемент који се мора немилосрдно уништити“. Такође, слично је изјавио још један комунистички функционер, Роман Замбровски.
Прва формација која Домовинске армије, створена првенствено због комунистичких претњи је „ЊЕ“ (пољ. "NIE"). Формирана је 1943. године, са циљем да на сваки начин успори совјетско напредовање кроз пољску територију, док пољска Влада не предузме дипломатске мере којима би и званично загарантовало очување стечених позиција Пољацима. 7. маја 1945. „ЊЕ“ је расформиран и претворен у „Делегацију оружаних снага Домовинске армије“ (пољ. "Delegatura Sil Zbrojnyich na Kraj"), организацију која је постојала до 8. августа 1945. године када је расформирана, и тада престаје организовани отпор комунистичком режиму у Пољској.
Последња организација настала из АК је „Слобода и независност“ (пољ. "Wolnosc i Niezawislosc").
Овој организацији није циљ оружана борба, већ организовање помоћи ухапшеним војницима Домовинске армије, и онима који су се још увек налазили у илегали. „Слобода и независност“ обезбеђивала је лажну личну документацију, храну, и друга неопходна материјална средства за наствак борбе. Међутим, НКВД је успео да уништи ову организацију, убедивши њене лидере да је потребна њихова оданост режиму да би сви припадници АК били амнестирани. Организација се распала, а службено је распуштена 1952. године.
Прогони бивших припадника АК само су део стаљинизма у Пољској. У периоду 1944 - 1956. затворено је око 2.000.000 људи, укључујући и хероја Аушвица, Витолда Пилецког, док је 6.000.000 пољских грађана (сваки трећи пунолетни Пољак) било обележено као „реакционарни“ или „криминални елементи“, и било предмет присмотре државних агенција. Многи припадници Домовинске армије послати су у концентрационе логоре, погубљени су или „нестали“. 1956. године амнестирано је 35.000 припадника АК. Део војника Домовинске армије наставио је оружану борбу, и они су познати као „уклети војници“. Последњи такав борац, Јозеф Франчак звани „Лалек“, убијен је 1963. године.
Прогони припадника АК трајали су све до 1989. године, када су, после пада комунизма коначно проглашени војним инвалидима и поништене пресуде изречене од стране комунистичког режима. Данас, име Домовинске армије носе многи споменици и музеји широм Пољске, а АК се посматра као симбол херојског отпора нацизму.

## Припадништво
У фебруару 1942. године, када је Домовинска армија формирана из „Савеза за оружану борбу“, бројала је око 100.000 људи. До почетка 1943. године тај број се попео на 200.000 војника. У лето 1944, почетком Операције „Темпест“, АК је достигла врхунац своје бројности. Зависно од извора овај број се процењује од 300.000 до чак 600.000 људи, мада преовлађују тврдње да је Домовинска армија имала око 400.000 припадника. У овај број укључени су и припадници других организација које су се придружиле Армији Крајове. 1944. године Домовинска армија је имала око 11.000 активних официра, 7500 кадета и 88.000 резервних официра. Официрски кадар формиран је од предратних и резервних официра, али су постепено укључивани и „подземни“ организатори и елитни оперативци, који су слати са Запада и спуштани падобранима у Пољску.
Основана јединица био је вод, који је бројао 35 - 40 људи; минимална, стајаћа верзија је бројала 16 - 26 војника. У фебруару 1944. године АК је имала 6287 регуларних и 2613 оперативних водова.
Домовинска армија је замишљена као масовна организација окупљена око предратног официрског кора. Војници АК били су подељени у три групе. Прве две су биле „стални припадници": тајни оперативци, живели претежно у градовима, са лажним идентитетом (многи главни официри АК припадали су овој групи)и униформисани герилци, који су живели у пошумљеним областима и отворено се борили против осовинских снага. Почетком 1943. године било је око 40 герилских група са 1200 - 4000 људи, али је овај број значајно порастао пред операцију „Темпест“. 

Највећу групу чинили су „повремени припадници“, са стварним иманима и стварним местима пребивања, нису примали плату од својих команди, нити су позивани у све акције, јер их је АК укључила у план за општи устанак.
Треба напоменути да су Домовинску армију признале све паравојне формације у земљи, сем совјетске „Народне армије“ (пољ. "Armia Ludowa"). Организације које су се потпуно или делимично прикључиле Домовинској армији:
- „Народни батаљони“ (настали од левичарске Народне партије), прикључили се АК 1940 - 1941. године
- „Народна гарда“ (настала из Пољске социјалистичке партије), придружила се „Савезу за оружану борбу“ 1940. године
- „Национална борбена организација“, придружила се АК 1943. године
- „Строј борбене Пољске“, придружио се АК 1943. године
- „Националне оружане снаге“, прикључиле се АК 1944. године

## Командна структура

### Команде
Команда АК била је подељена у пет одсека, два надлештва и више специјализованих команди:
- 1. одсек: општа питања - планови, личности, религија и образовање
- 2. одсек: информације - шпијунажа и контра - шпијунажа
- 3. одсек: операције и обука - планирање, припремање и дејства
- 4. одсек: логистика - информације о фронтовима (мапе), снабдевање
- 5. одсек: комуникације - унутрашње и оне са Савезницима, ваздушне пошиљке
- 6. одсек (надлештво): пропаганда
- 7. одсек (надлештво): финансије, буџет
- „Пољски директорат за диверзије“ (пољ. "Kierownictwo Dywersji", скраћено "Kedyiw")
- „Директорат за подземни отпор“

### Команданти Домовинске армије
Команданти Домовинске армије били су потчињени Врховном команданту (генералном инспектору оружаних снага) у пољској Влади у егзилу, док су се у питањима цивилне управе потчињавали Владиној Делегацији у Отаџбини.
Команданти Домовинске армије:
- Генерал Михаил Карашевич - Токаржевски (пољ. Michal Karaszewicz - Tokarzewski), псеудоним "Torwid", командовао 27. септембра 1939 - март 1940, заробљен од Совјета 1940, придружио се пољским трупама у склопу западних армија, емигрирао у Велику Британију
- Генерал Стефан Ровецки (пољ. Stefan Rowecki), псеудоним "Grot", командовао 18. јуна 1940 - 30, јуна 1943, откривен и ухапшен од стране Гестапоа, одведен у логор где је и погубљен по личном наређењу Хајнриха Химлера, непосредно након избијања Варшавског устанка
- Генерал Тадеуш Коморовски (пољ. Tadeusz Komorowski), псеудоним "Bor", командовао јул 1943 - 2. октобар 1944, заробљен након Варшавског устанка, емигрирао у Велику Британију

- Генерал Леополд Окулицки (пољ. Leopold Okulicki), псеудоним "Niedzwiadek", командовао 3. октобар 1944 - 17. јануар 1945, ухапшен од стране Совјета, погубљен 1946.

## Регионална структура
Територијална организација Домовинске армије темељила се на предратној административној подели Пољске. АК је територијално била подељена на области (пољ. "obszar"). Области су се делиле на подокруге (пољ. "podokreg") или независне области (пољ. "okregi samodzielne"). Најмање јединице су биле инспекторати (пољ. "inspektorat"), којих је било 89, и дистрикти (пољ. "obwod"), којих је било 280 (стање почетком 1944. године).

## Оружје и опрема
Домовинска армија имала веома тешко је успевала да набави оружје и муницију, тако да је велики број припадника био ненаоружан. Оружје и опрема АК претежно су долазили из четири извора: оружје остављено од стране пољске армије на бојиштима после инвазије Пољске 1939, оружје купљено или отето од Немаца и њихових савезника, оружје тајно произведено од саме Армије Крајове, и оружје из савезничких ваздушних пошиљки.

Од оружја скривеног 1939. године АК је преузела 614 тешких митраљеза, 1193 пушкомитраљеза, 33052 аутоматске пушке, 6732 пиштоља, 53 комада противтенковског оружја и 43154 ручне бомбе. Међутим, велики део оружја закопаног 1939. пропао је услед влаге, тако да је 1944. године, када је откопано, свега 30% било употребљиво. 

Понекад је оружје набављано на црној берзи, од осовинских војника који су били вољни да га продају. Највише су га продавали Италијани и Мађари стационирани у Пољској. Временом је то постао најважнији извор снабдевања.
Наоружање је производила и сама АК, али у малим количинама. Производили су се аутомати, пиштољи, експлозив, мине и ручне бомбе.
Задњи извор снабдевања биле су савезничке ваздушне пошиљке. Овим путем је достављано ретко, али веома корисно оружје, попут пластичних експлозива и тешких бацача. Током рата у 485 летова у циљу снабдевања, Домовинској армији је достављено 600 тона опреме.
Упркос свим напорима АК је била веома лоше наоружана. 1944. година, на врхунцу бројности, од 400.000 војника свега 32000 је било наоружано. 1. августа 1944, на почетку Варшавског устанка, само је око 5000 људи било наоружано.

## Односи са другим формацијама

### Односи са литванским паравојним формацијама
Иако су и Пољаци и Литванци имали заједничке непријатеље - Немачку и СССР - нису сарађивали због предратног спора око Вилне (данас Вилњус). Рат између Литванаца и Пољака подстицали су Немци, тако да сукоб кулминира 1944, у покољима литванских и пољских цивила.

### Односи са украјинским паравојним формацијама
И Украјинци и Пољаци имали су заједничке непријатеље, међутим, и овде се испречио територијални спор око града Лавова и Волиније, који је довео до рата између АК и главне украјинске паравојне формације - Организације украјинских националиста. Сукоб је кулминирао у фебруару 1943. године, када Украјинци убијају преко 40000 Пољака у Волинији. Пољаци, у знак одмазде, убијају више хиљада украјинских цивила (по украјинским изворима, око 20000). АК формира у јануару 1944. године 27. пешадијску дивизију, ради заштите пољског цивилног становништва од Украјинаца.

## Резиме
Многи научници сматрају Домовинску армију највећим покретом отпора у окупираној Европи. То је дискутабилно, али је чињеница да је Армија Крајова нанела велике губитке немачким снагама на Источном фронту, доприневши тако победи Антифашистичке коалиције.